# Intolerance laktózy

Výskyt intolerance laktózy podle zemí

Intolerance laktózy je neschopnost organismu strávit mléčný cukr (laktózu). Je to přirozený průvodní jev dospělého stádia lidského života, protože původně se mlékem živili pouze kojenci. Nicméně u některých rasových skupin, zejména u Evropanů, se dlouhodobou konzumací mléka posunula tolerance k laktóze až do pozdního věku. V případě, že se intolerance laktózy vyskytne u kojenců (viz vrozená intolerance), jedná se o nemoc.
Intolerance laktózy je často zaměňována s alergií na mléko. Hlavní rozdíl mezi těmito metabolickými poruchami je v příčinách onemocnění. Zatímco intolerance laktózy je způsobena nedostatkem enzymu laktáza, který rozkládá mléčný cukr, u alergie na mléko se jedná o imunitní odezvu organismu na mléčné bílkoviny.

## Příčina intolerance
Laktózová intolerance je způsobena částečnou nebo úplnou neschopností organismu produkovat enzym laktáza, který laktózu (mléčný cukr) ve střevech rozkládá.
Všechny druhy živočišného mléka obsahují laktózu, která se rozkládá v trávicím ústrojí za pomoci právě enzymu laktáza na jednodušší cukry (galaktózu a glukózu), které se dále vstřebávají do krevního oběhu. Pokud je laktázy nedostatek, mléčný cukr se ve střevech nestráví a jeho přebytkem se pak živí přirozené střevní bakterie, které při jeho zpracování produkují plyny (CO2 či H2) a další látky, které dráždí tlusté střevo a tím způsobují nadýmání, střevní koliky, průjmy a zvracení. Méně častými projevy jsou atopické ekzémy, nechutenství, pálení žáhy, pocit plnosti a bolesti břicha.
Produkce laktázy v těle klesá s přibývajícím věkem (viz primární intolerance laktázy).

## Rozdělení
Je rozlišována intolerance laktózy vrozená, prvotní a druhotná.

### Vrozená intolerance
Vrozená intolerance se může vyskytnout u některých dětí již při kojení. Postihuje cca 2-5 % kojenců a u 95 % z nich se objeví během prvních 12 měsíců života.. Obvykle vykazuje velmi silné příznaky, které mohou vést až k dehydrataci. Zejména u nedonošených novorozenců se z důvodu nedostatečně vyvinutého zažívacího traktu může toto onemocnění projevit. Jediným řešením u něj bývá bezlaktózová dieta, a proto nedonošené děti bývají krmeny speciálním mlékem se sníženým obsahem laktózy. Ve většině případů se s vyzráním orgánových systémů problém upraví.

### Prvotní intolerance
Prvotní (primární) intolerance je způsobena geneticky. Jako u všech ostatních savců, tak i u člověka je produkce laktázy nejvyšší v kojeneckém věku a nejpozději od 2 roku života rapidně klesá. Dospělý člověk ve srovnání s kojencem produkuje pouze desetinu laktázy a většina lidí ve věku 60 let už laktózu vůbec nestráví. Odhadem 75–80 % světové populace je v dospělosti intolerantní na laktózu.
Tato přirozená intolerance však není v lidské populaci rozšířena rovnoměrně. Zatímco u původních obyvatel Ameriky, Asie a Afriky je to přes 95 % a u obyvatel jižní Evropy asi 40–70 %, u obyvatel severní Evropy má intoleranci na laktózu pouze 15–25 % dospělých. Vědci se domnívají, že před 10 000 lety, tedy před tím, než člověk díky chovu domácích zvířat mohl pravidelně konzumovat mléko jiného druhu, byli všichni dospělí lidé intolerantní na laktózu, avšak postupem času se u některých vyvinula tolerance. Tuto domněnku potvrzují také některé archeologické nálezy, například ledovcový muž Ötzi, který žil před cca 5 tisíci lety, byl podle analýzy DNA ve svých 45 letech k laktóze intolerantní. Protože laktóza, stejně jako vitamín D, zvyšuje resorpci vápníku ve střevě, může laktóza při malé produkci vitamínu D v důsledku menšího slunečního záření chránit před křivicí a osteomalacií (měknutím kostí). Odborníci v genetice proto předpokládají, že v oblastech s menším UV zářením (severní Evropa) se lidé s dlouhodobou tolerancí k laktóze evolučně prosadili, protože měli větší šance na přežití. Původem tolerance mohl být neandrtálec, který se s člověkem křížil.

### Druhotná intolerance
Druhotná (sekundární) intolerance vzniká u lidí původně tolerantních např. následkem onemocnění celiakií, zánětlivých onemocněních střev nebo i jako důsledek užívání antibiotik, která ovlivňují střevní mikroflóru.
Dle odhadů trpí v určité míře intolerancí k laktóze cca 15–20 % populace České republiky.

## Řešení
Pokles laktázové aktivity je individuální, a proto se může stát, že se výše zmíněné projevy projeví u dospělého jedince. Řešením je buď úprava jídelníčku, to jest vyřazení mléčných výrobků a konzumace výrobků bez laktózy, určených speciálně pro intolerantní jedince, nebo užívání potravinových doplňků, které obsahují enzym laktázu.